# Schoot (Veldhoven)
Schoot is een buurtschap in de Nederlandse gemeente Veldhoven.
De buurtschap ligt aan een gelijknamige straat. Deze straat is een zijstraat van de Knegselseweg, de doorgaande weg tussen Veldhoven Dorp en Knegsel.
Ten oosten van Schoot ligt de woonwijk Pegbroeken. Westelijk van Schoot stroomt het beekje de Poelenloop en bevindt zich het bosgebied Oeyenbos.

## Geschiedenis
Het toponiem Schoot verwijst naar een in laagland uitspringende hoge hoek land. Wat betreft het Veldhovense Schoot gaat het daarbij waarschijnlijk om een hoge dekzandrug ten noorden van het beekje de Gender.
In de Middeleeuwen lag er een boerderij bij Schoot die belastingplichtig was aan de Abdij van Echternach.
Deze boerderij lag op enige afstand van de andere boerderijen van de buurtschap en stond bekend onder de naam Ter Schoot. Hij wordt voor het eerst genoemd in een erfpachtbrief uit 1446. De boeken van Echternach vermelden Ludekijn van der Schoet en Jan Jans sJonghen als oudste eigenaren.
In de zeventiende eeuw kreeg de boerderij de naam Ledige Hoeve. Later was er sprake van twee huizen op deze locatie, die beiden in de achttiende eeuw werden gesloopt.
In de negentiende eeuw bestond Schoot uit twintig huizen. De buurtschap kwam aan een verharde weg te liggen toen in 1935 de klinkerweg tussen Knegsel en Veldhoven werd aangelegd.
Hoofdplaats: Veldhoven

Buurtschappen: Berkt · Halfmijl · Heers · Hoogeind · Scherpenering · Schoot · Toterfout · Vliet · Zandoerle · Zittard

Voormalige gemeenten: Oerle · Veldhoven en Meerveldhoven · Zeelst

Noord-Brabant: Steden en dorpen      Nederland: Provincies · Gemeenten